# میگل لوپس (بازیکن فوتبال، زاده ۱۹۴۹)
میگل لوپس (اسپانیایی: Miguel López‎؛ زادهٔ ۲۴ سپتامبر ۱۹۴۹) بازیکن فوتبال اهل کوبا بود.
وی همچنین در تیم ملی فوتبال کوبا بازی کرده است.